# Faiza Jama Mohamed
Faiza Jama Mohamed (1958-) é uma ativista pelos direitos da mulher na Somália e  Diretora Regional da África da ONG Igualdade Agora (<i>Equality now</i>). Ela é uma ativista proeminente pelo Protocolo de Maputo e contra a mutilação genital feminina .
Em 2004, Faiza Jama Mohamed escreveu editoriais do Pambazuka News defendendo a importância do Protocolo Africano sobre os Direitos das Mulheres. Ela também escreveu para o The Guardian.